# D'Ewes Coke
Reverend D'Ewes Coke (1747 – 12. dubna 1811) byl rektorem v Pinxtonu a Jižním Normantonu v anglickém hrabství Derbyshire. Kromě této činnosti byl majitelem uhelného dolu a filantropem. Jeho ženou byla Hannah, dědička George Heywooda z Brimingtonu.

## Původ
Coke se narodil roku 1747 v obci Mansfield Woodhouse jako jediný syn George Cokea (1725–1759) z Kirkby Hall (v hrabství Nottinghamshire) a jeho ženy Elizabeth, dcery reverenda Setha Ellise. Jeho dědeček se jmenoval také D'Ewes Coke. Pocházel ze Suckley, jeho první ženou byla Frances Coke, dcera a jedna z dědiců Williama Cokea z Trusley. D'Ewesův otec byl jediným z jejich tří dětí, který přežil své dětství, ovšem zemřel už v roce 1759, když bylo D'Ewesovi teprve cca 12 let.
Jméno D'Ewes má původ u Cokeovy prababičky Elizabeth d'Ewes, jež byla matkou prvního D'Ewese Cokea. Byla dcerou Sira Willoughbyho d'Ewese, druhého baroneta ze Stowlangtoft Hall, Suffolku, a vnučkou Sira Simondse d'Ewese, prvního baroneta. Jejím manželem a pradědečem D'Ewese Cokea byl Heigham Coke ze Suckley.
Samotný rod Cokeů je zmapovaný až do 15. století. Patřili do něj významné osobnosti, jako třeba George Coke, který byl před anglickou občanskou válkou biskupem v Herefordu, nebo Sir John Coke, který za vlády krále Karla I. zastával funkci ministra.
Cokeova rodina vlastnila uhelné doly v Pinxtonu, kde Coke později nechal postavit školu a sídlo pro ředitele školy.
D'Ewes byl bratrancem Daniela Cokea (1745–1825), jenž byl advokátem a poslancem.

## Biografie
D'Ewes Coke vystudoval školu v Reptonu a St John's College v Cambridgi, kde musel platit za ubytování a vyučování. V roce 1770 vstoupil do anglikánské církve a 23. září toho roku byl vysvěcen na diakona. 15. prosince 1771 se pak stal knězem v Coventryské a Lichfieldské diecézi a byly mu přiděleny fary v Pinxtonu a Jižním Normantonu, kde sloužil až do roku 1811.
Coke se oženil s Hannah (zemřela roku 1818), dcerou George Heywooda z Brimington Hall, kde strávil svá pozdější léta. Spolu měli tři děti, a to syny. Prvním z nich byl D'Ewes (1774–1856), advokát a Cokeův dědic, druhým byl William (1776–1818), který také studoval právo a stal se soudcem na Cejlonu, třetím pak byl John (?–1841), jenž roku 1830 sloužil ve funkci vysokého šerifa Nottinghamshiru. John Coke se zasloužil také o založení Pinxtonské porcelánky, založené na pozemku, který pronajal od svého otce. Všichni tři Cokeovi synové hráli roli při založení železniční tratě Mansfield - Pinxton, otevřené v roce 1819.
V Muzeu a umělecké galerii města Derby se nachází portrét Cokea, jeho ženy a jeho bratrance Daniela, který asi roku 1782, brzy po tom, co manželé zdědili Brookhill Hall u Pinxtonu, namaloval známý Joseph Wright of Derby. Malba zobrazuje trojici u stolu pod stromem. Hlavním bodem kompozice, a také předmětem diskusí, je list papíru, který drží Daniel Coke a který se asi vztahuje k nezobrazené krajině. Wright umístil D'Ewese Cokea na vrchol trojúhelníku, jak upírá zrak na svou ženu. Význam obrazu není známý, jelikož se nedochoval. Když se Erasmus Darwin přistěšhoval do Derby a založil zde Derbskou filosofickou společnost, Coke se stal jejím členem.
D'Ewes Coke zemřel 12. dubna 1811 ve městě Bath. Pohřben je v Pinxtonu.

## Dědictví
Ve své závěti Coke založil vzdělávací charitu v Pinxtonu a určil, že ze zisků jeho uhelných dolů má být 5 liber ročně použito na nákup knih pro chudé děti. V roce 1846 byly tyto knihy dávány zejména dětem, které navštěvovaly nedotované školy.